# Portela das Cabras
Portela das Cabras ist ein Ort und eine ehemalige Gemeinde (Freguesia) im Norden Portugals.
Portela das Cabras gehört zum Kreis Vila Verde im Distrikt Braga. Die Gemeinde hatte eine Fläche von 2,5 km² und 278 Einwohner (Stand 30. Juni 2011).
Am 29. September 2013 wurden die Gemeinden Portela das Cabras, Duas Igrejas, Rio Mau, Goães, Godinhaços, Pedregais und Azões zur neuen Gemeinde União das Freguesias da Ribeira do Neiva zusammengeschlossen.

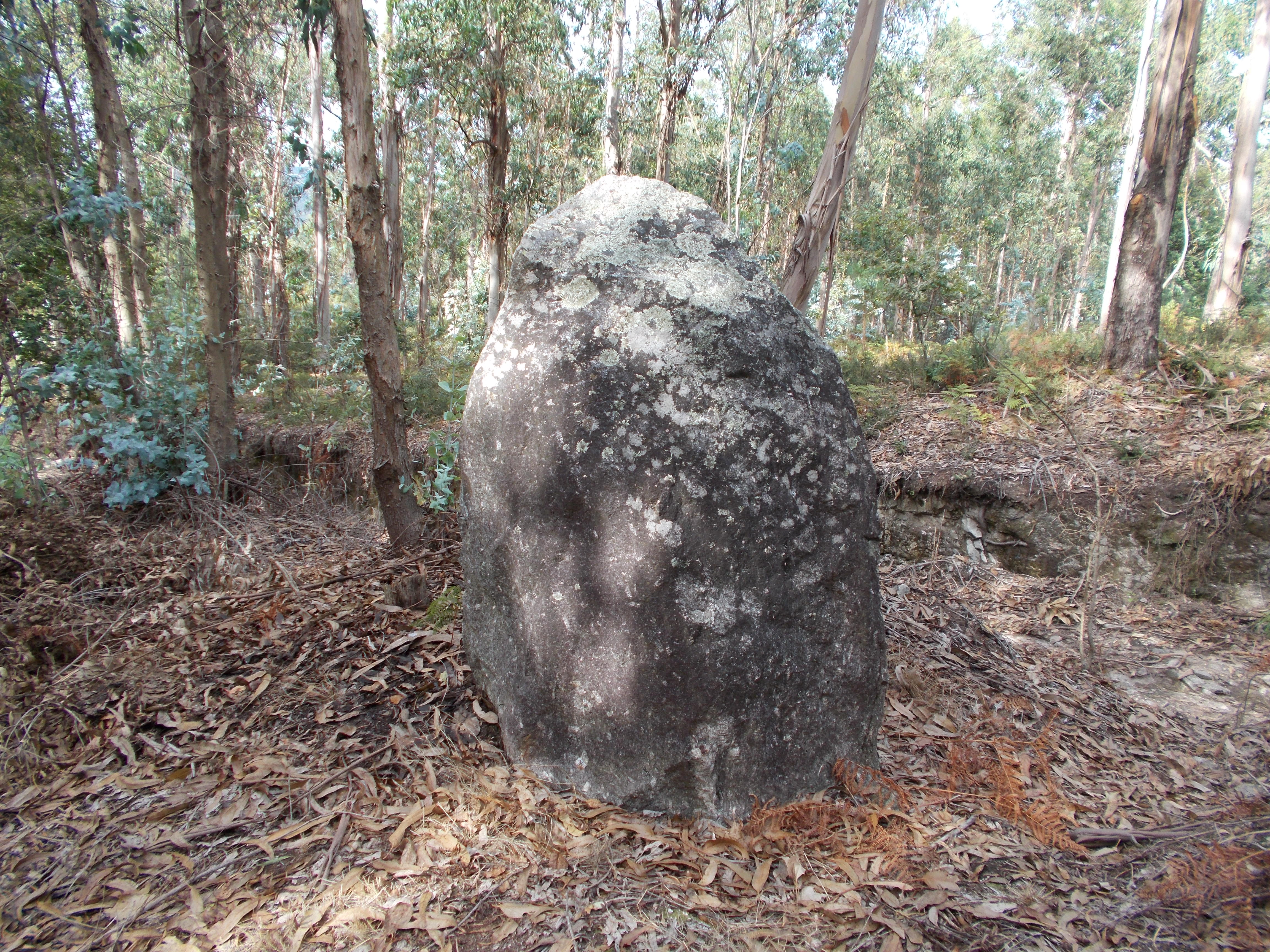
Der Menhir dos Penedos beim Ort